# Buckley (Wales)
Buckley (Bwcle in het Welsh) is een plaats in het Welshe graafschap Flintshire.

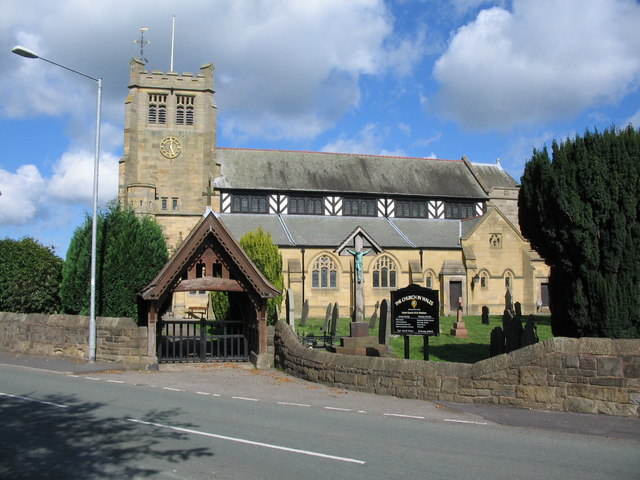
St. Matthewkerk

Buckley telt 14.568 inwoners.